# اسکریپت (گروه موسیقی)
د اسکریپت (به انگلیسی: The Script) یک گروه راک ایرلندی از دوبلین ایرلند می‌باشد که در سال ۲۰۰۱ تشکیل شده است. گروه متشکل از دنی اودونگو (Danny O'Donoghue) نوازنده پیانو، خواننده و گیتاریست می‌باشد.